# Zwarte Januari

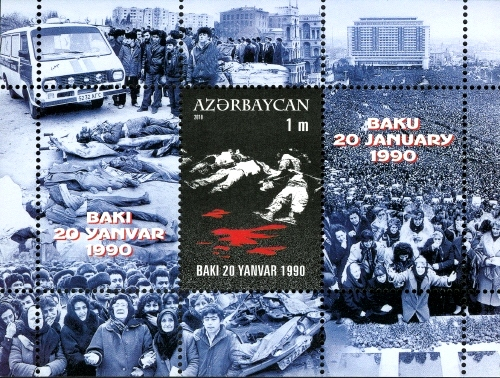
Herdenkingspostzegel voor Zwarte Januari

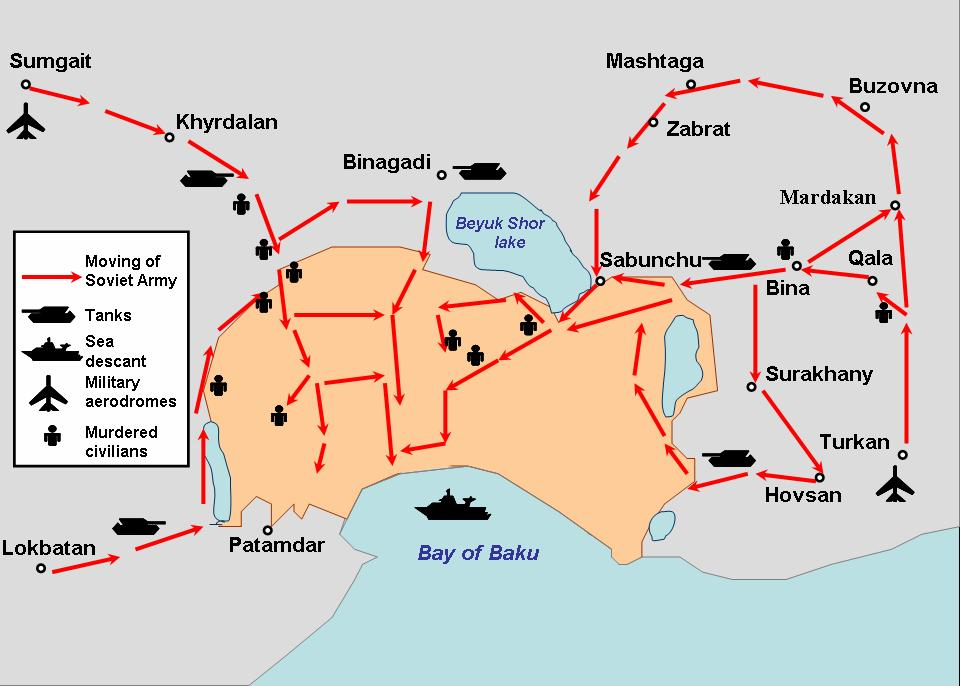
Plattegrond van de bestorming van Bakoe

Zwarte Januari (Azerbeidzjaans: Qara Yanvar), ook wel het Januaribloedbad (Azerbeidzjaans: Qanlı Yanvar) genoemd, was een militaire actie van Sovjettroepen in de nacht van 19 op 20 januari 1990 met als doel een anti-Sovjet-opstand in Bakoe te onderdrukken. Deze actie kostte officieel meer dan 130 mensen het leven, voornamelijk Azerbeidzjanen. 

## Noodtoestand
In de nacht van 19 op 20 januari bestormde het Sovjetleger Bakoe vanuit drie kanten. Enkele uren vooraf waren door een commandoteam van het Sovjetleger de nationale televisie en radio volledig uitgeschakeld. Op 19 januari rond 19.30 uur vond een explosie plaats in het gebouw waar de tv- en radiozenders zich bevonden. Hierdoor was de bevolking van Azerbeidzjan in een informatieblokkade terechtgekomen. Pas uren daarna besloot Moskou de noodtoestand in de republiek uit te roepen. Door de blokkade was de bevolking hiervan niet op de hoogte.
Het Sovjetleger, ondersteund door dit besluit en bestaand uit 26.000 soldaten en gepantserde voertuigen, viel de stad binnen. De Russische troepen vielen de demonstranten aan en schoten in de mensenmenigte. De slachtoffers waren ongewapende burgers. Er waren gevallen waarin de Sovjettanks auto’s verpletterden met mensen erin. Zelfs ambulances werden onder vuur genomen met doden tot gevolg.
De beschieting van Bakoe en de burgers duurde nog drie dagen. De noodtoestand, die was uitgeroepen door Michail Gorbatsjov, duurde vier maanden. Volgens officiële bronnen kwamen 137 mensen om het leven (volgens officieuze bronnen 300 tot 800). De slachtoffers werden op 22 januari begraven. Bij de begrafenissen waren meer dan een miljoen mensen aanwezig. De begraafplaats voor de slachtoffers van Zwarte Januari heet de Laan van Martelaren (Azerbeidzjaans: Şəhidlər Xiyabanı).

## Herdenking
Zwarte Januari wordt door de Azerbeidzjaanse bevolking als de wedergeboorte van de Azerbeidzjaanse republiek gezien. De gebeurtenis legde het fundament voor een onafhankelijk Azerbeidzjan.
In Azerbeidzjan werd 20 januari tot een officiële rouwdag uitgeroepen. Ieder jaar wordt op deze dag de Laan van Martelaren door tienduizenden mensen bezocht.
Op 27 april 1995 verontschuldigde Michail Gorbatsjov zich in Istanboel voor het oproepen van de noodtoestand in Bakoe: "Het verkondigen van de noodtoestand in Bakoe en het inzetten van het leger was de grootste fout van mijn politieke leven..."